# 1866 en musique
| \| • Retour à la chronologie générale de la musique populaire • \| |
| XXIe siècle • XXe siècle • XIXe siècle • XVIIIe siècle XVIIe siècle • XVIe siècle • XVe siècle • XIVe siècle XIIIe siècle • XIIe siècle • XIe siècle • Xe siècle IXe siècle • VIIIe siècle • Haut Moyen Âge • Rome • Grèce |
| • Retour à la chronologie générale de la musique populaire • |

| • Retour à la chronologie générale de la musique populaire • |

| Années de la musique populaire : 1863 - 1864 - 1865 - 1866 - 1867 - 1868 - 1869    |
| Décennies de la musique populaire : 1830 - 1840 - 1850 - 1860 - 1870 - 1880 - 1890 |

## Événements
- août : George Leybourne crée la chanson Champagne Charlie (en) sur une musique d'Alfred Lee, au Princess' Concert Hall à Leeds.
- 12 septembre : The Black Crook (L'Escroc Noir), comédie musicale en deux actes créée au théâtre Niblo's Garden à Broadway (New York), musique de Thomas Baker, texte de Charles M. Barras.

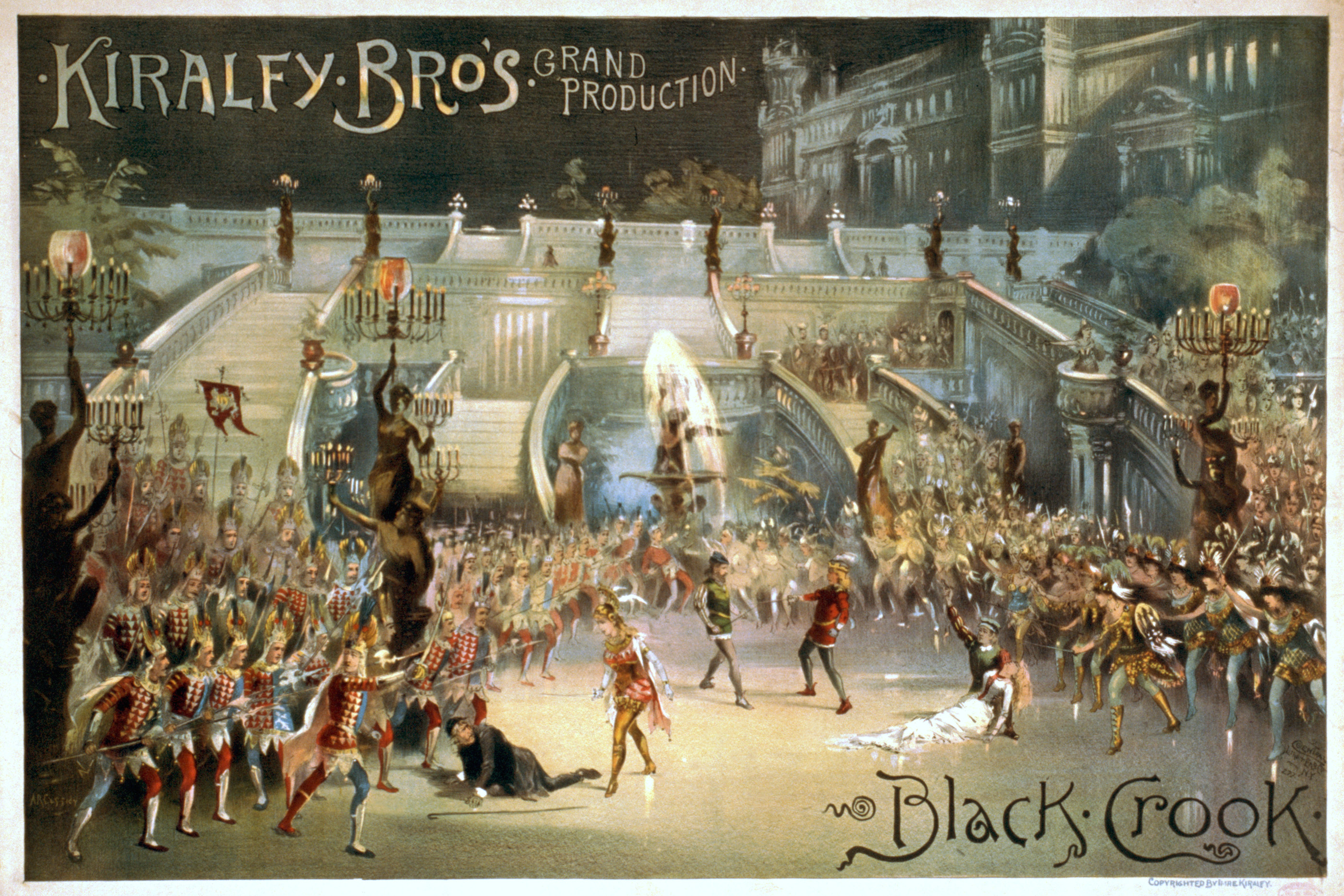
Le final de The Black Crook.

- Jean Baptiste Clément écrit la chanson Le Temps des cerises.
- Première utilisation par un journal argentin du terme tango pour désigner une chanson, La Coqueta[1].
- Lausanne accueille la Fête fédérale des musiques, festival de fanfares, harmonies et brass bands.

## Naissances
- 16 janvier : John Robichaux, chef d'orchestre de jazz américain, batteur et violoniste, mort en 1939.
- 26 novembre : Eugénie Buffet, chanteuse française de music-hall et de variétés, morte en 1934.
- Date précise inconnue :
  - Miguel Borrull, guitariste gitan espagnol de flamenco, mort en 1926.

## Décès
- George Petrie, musicien et collecteur irlandais de musique irlandaise traditionnelle (° 1er janvier 1790).
- 21 février : Eugène Delaporte, musicien français, fondateur de nombreuses sociétés musicales en France (° 21 février 1818).